# USS SC-498
USS SC-498 – ścigacz okrętów podwodnych typu SC-497. Służył w United States Navy w czasie II wojny światowej.
Stępkę jednostki położono 12 marca 1941 roku w stoczni Westergard Boat Works, Inc. w Rockport. Zwodowano go 21 lipca 1941 roku. Wszedł do służby jako USS PC-498 29 kwietnia 1942 roku. Przeklasyfikowany na SC-498 w kwietniu 1943 roku. 
Przekazany siłom Wolnej Francji 18 października 1944 roku i przeklasyfikowany na CH-142. Przeklasyfikowany później na P-696. Dalsze losy nieznane.